# Dom Malarek

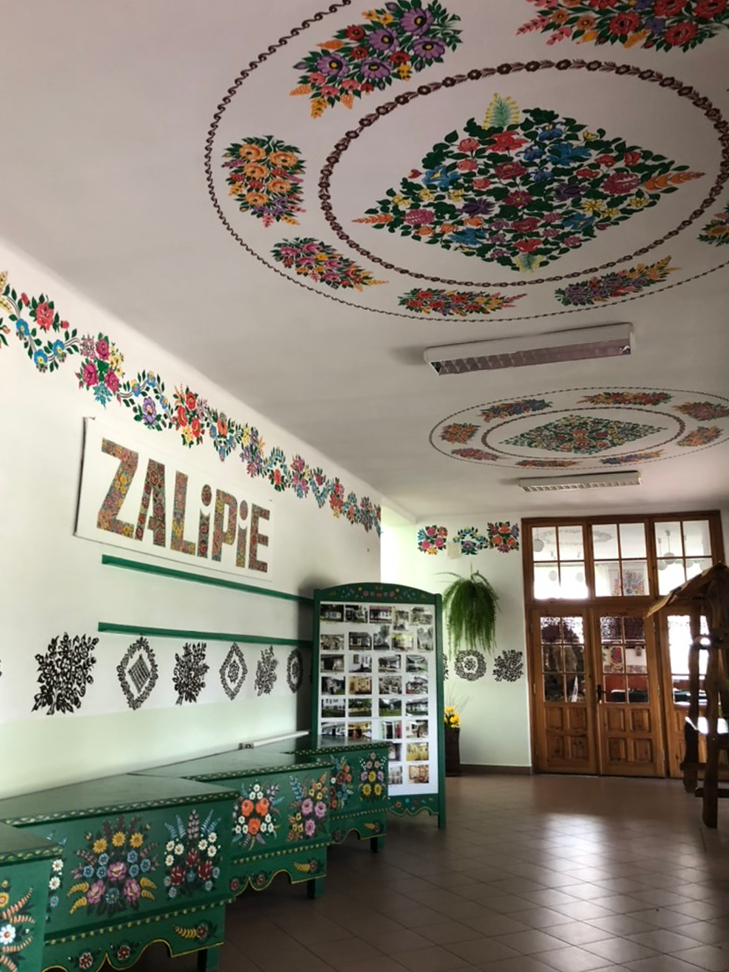
Dom Malarek w Zalipiu, wnętrze

Dom Malarek im. Felicji Curyłowej w Zalipiu – ośrodek kultury i sztuki ludowej we wsi Zalipie na Powiślu Dąbrowskim. Dom Malarek został oddany do użytku w 1977 roku, od 1994 pełni funkcję Gminnego Ośrodka Kultury. Jest ośrodkiem pracy twórczej, służy rozpowszechnianiu wiedzy o sztuce. Historia malowania w miejscowości sięga ponad 100 lat i jest ściśle związana z codziennym życiem mieszkanek wsi.

## Lokalizacja
Zalipie jest wsią położoną w gminie Olesno w powiecie dąbrowskim, na Nizinie Nadwiślańskiej w Małopolsce, około 30 km od Tarnowa.

## Historia

### Początki i ewolucja zdobnictwa
Zdobnictwo w Zalipiu rozpoczęło się jako sposób na upiększenie wnętrz chat. Chcąc zamaskować okopcenie ścian, mieszkanki zaczęły dekorować izby prostymi plamkami, tzw. „packami”. Z czasem technika ewoluowała, a w pierwszych dekadach XX wieku zaczęły pojawiać się śmiałe kompozycje kwiatowe.

### Felicja Curyłowa i powstanie Domu Malarek
Jedną z najbardziej wpływowych postaci w rozwoju zalipiańskiego zdobnictwa była Felicja Curyłowa, malarka i społeczniczka, która walczyła o lepsze życie dla mieszkańców Zalipia. Dzięki jej staraniom wioska zyskała elektryczność, a także zaczęły się intensywne działania na rzecz ochrony i promocji lokalnej sztuki. W jej dawnej zagrodzie, dziś pełniącej funkcję muzeum, można zobaczyć, jak wyglądały dawne malowane chaty.
Z inicjatywy Curyłowej powstał Dom Malarek, centrum kultury i spotkań twórczyń ludowych z całego regionu Powiśla Dąbrowskiego. Choć pomysłodawczyni nie doczekała realizacji swojego projektu, Dom Malarek stał się miejscem spotkań, pracy i wymiany doświadczeń artystycznych. Organizuje się tu także warsztaty oraz wydarzenia promujące tradycyjne zdobnictwo.

## Działalność Domu Malarek
Dom Malarek jest działającym ośrodkiem kultury, w którym prowadzone są różnorodne działania artystyczne i edukacyjne. Malarki ozdabiają przedmioty na potrzeby turystów, uczestniczą w warsztatach i projektach.

## Konkurs „Malowana Chata”
Jedną z najważniejszych tradycji artystycznych Zalipia jest coroczny konkurs „Malowana Chata”, zainicjowany w 1948 roku po zakończeniu II wojny światowej. Pomysł narodził się z inicjatywy badaczy sztuki ludowej, a pierwsze zmagania odbyły się w Podlipiu. Od 1965 roku konkurs przeniesiono do Zalipia, a jego termin jest ściśle związany z okresem po Bożym Ciele. Każdego roku artystki ozdabiają swoje domy na nowo, odnawiają malunki, a jury przyznaje nagrody za oryginalność, kompozycję i estetykę.